# Shannon (prénom)
Shannon est un prénom féminin d'origine irlandaise, mais aussi anglaise qui signifie « vieux » et « eau ». La date de fête est indéterminée.

## Personnalités
- Pour l'ensemble des articles sur les personnes portant ce prénom, consulter :
  - la liste des articles dont le titre commence par ce prénom
  - les listes produites par Wikidata : Liste des personnes de prénom « Shannon » — même liste en incluant les éventuels prénoms composés qui contiennent « Shannon ».